# 리쿠젠야치역
리쿠젠야치역(일본어: 陸前谷地駅)은 일본 미야기현 도다군 미사토정에 위치한 동일본 여객철도 리쿠우토 선의 철도역이다. 단선 승강장 1면 1선의 구조를 갖춘 지상역이다.

## 역 주변
- 국도 제108호선

## 역사
- 1960년 8월 13일 : 개업.
- 1987년 4월 1일 : 일본국유철도 분할 민영화에 의해, 동일본 여객철도가 승계.
- 2016년 3월 26일 : IC카드 스이카 서비스 개시.

## 인접 역
| ■ 리쿠우토 선        | ■ 리쿠우토 선 | ■ 리쿠우토 선      |
| -------------------- | ------------- | ------------------ |
| 기타우라 고고타 방면 | ■ 리쿠우토 선 | 후루카와 신조 방면 |